# Виллем де Хаан (художник)
Виллем де Хаан (Willem de Haan) — голландский художник. Основной оптикой его искусства является юмор. Работая в различных медиа, художник отдает предпочтение паблик-арту и интервенциям в общественном пространстве. Внедряя ироничные арт-объекты в ландшафт или интерьер, де Хаан взламывает логику места. Элемент абсурдности, который вносит художник, призван сделать видимыми нелепости повседневности.

## Биография
Виллем де Хаан родился и вырос в городе Апелдорн, Нидерланды. В 15 лет начал посещать курсы в Институте искусств ArtEZ в Арнеме, куда два года спустя поступил на бакалавра. Также обучался в Колледже искусств Челси в Лондоне по программе Эразмус. Защитил диплом на тему «Humorous Appreciation», где исследовал возможности подхода к объекту с точки зрения юмора, но не принижая его значение, а наоборот, восхваляя. В рамках дипломной работы представил проект «Пятиминутная экскурсия на мопеде», специально для которого внутри Института был сконструирован небольшой гараж. Каждые пять минут от гаража отъезжал мопед с гостем на заднем сидении и совершал экскурсию вокруг 13 объектов искусства, которые установил художник, среди которых был и 8-ми метровый рекламный щит, а также 2-х минутное видео в  окне бизнес-центра.
По окончании университета де Хаан переехал в Роттердам, где сейчас работает в мастерской вместе с другим художником Маартеном Белом. Виллем преподает в Институте искусств ArtEZ в Зволле, а также читает лекции в Высшей школе искусств Утрехта, в OnsBank и Bildung Academie в Амстердаме. В 2019 году участвовал в программе Showroom MAMA в Роттердаме, где курировал проект «Различные названия выставок».
Скульптура художника «Станция метро Van Nellefabriek» была установлена напротив входа на международную художественную ярмарку Art Rotterdam в 2019 году, которую Виллем де Хаан торжественно открыл вместе с мэром города Ахмед Абуталебом.
Всего Виллем де Хаан принял участие более чем в пятидесяти выставках в качестве художника или куратора.

## Творчество
Во многих своих работах художник преследует моменты абсурдности, отчуждения или растерянности — именно за такими моментами, как правило, следует каждая хорошая шутка. Человек, в свою очередь, ожидает что сейчас произнесут ключевую фразу шутки, но в искусстве Виллема ее нет.
Художник часто использует подход игры в качестве стратегии для создания своих работ. Каждое пространство или место, куда приходит человек, будь то городская площадь, художественная галерея или родительский дом, подчиняется ряду социальных, политических и ментальных правил. Игра или другое вмешательство, призванное рассмешить человека, подрывает эти правила.
Путем апроприация повседневных ситуаций и доведения их до абсурда, объект художественного произведения лишается своего обычного контекста: он больше не является объектом как таковым, на который никто не обращал внимания и который можно было бы встретить в какой-либо другой локации. Вдруг начинает казаться, что этот же самый объект был создан лишь для одного единственного места, где находится прямо сейчас.
Согласно философу Анри Лефевру, повседневная жизнь — это то, что мы можем понять, не обладая при этом никакими специальным познаниям. В нынешнее время, когда людям все сложнее понимать друг друга, элемент игры в повседневной жизни становится важным социально связывающим конструктом.